# Horea Cucerzan
Horea Cucerzan  (n. 7 iunie 1938, Blaj, Alba, România – d. 1 martie 2021, București, România) a fost un pictor român.

## Studii
- Absolvent al Academiei de Arte Frumoase "Ion Andreescu", din Cluj, secția pictură, promoția 1963.
- Membru al Uniunii Artiștilor Plastici din România, filiala București.
- Din anul 1973 participă la toate expozițiile de artă ( municipale, anuale, bienale, republicane ) organizate în România.

## Expoziții personale în țară
- 1963 - Casa de Cultură, Blaj;
- 1974 - Casa Corpului Didactic, București;
- 1979 - Teatrul de Comedie, București;
- 1982 - Galeria "Caminul Artei", București;
- 1982 - Hotel Internațional, Mamaia;
- 1985 - Galeria de Arta a Municipilui București;
- 1988 - Galeria "Simeza", București;
- 1990 - Muzeul de Istorie, Blaj;
- 1991 - Galeria "Simeza", București;
- 1992 - Complexul Expozitional, Cluj Napoca;
- 1996 - Galeria "Orizont", București;
- 2000 - Muzeul Enescu, București;
- 2001 - Cercul Militar Național, București;
- 2002 - Galeria "Apollo", București;
- 2002 - Galeria "Frezia", DEJ;
- 2003 - Cercul Militar Național, București;
- 2006 - Galeria "Galateca", București;
- 2006 - Galeria "Senso",București ;
- 2007 - Galeria "Galateca", București.

## Expoziții personale în străinatate

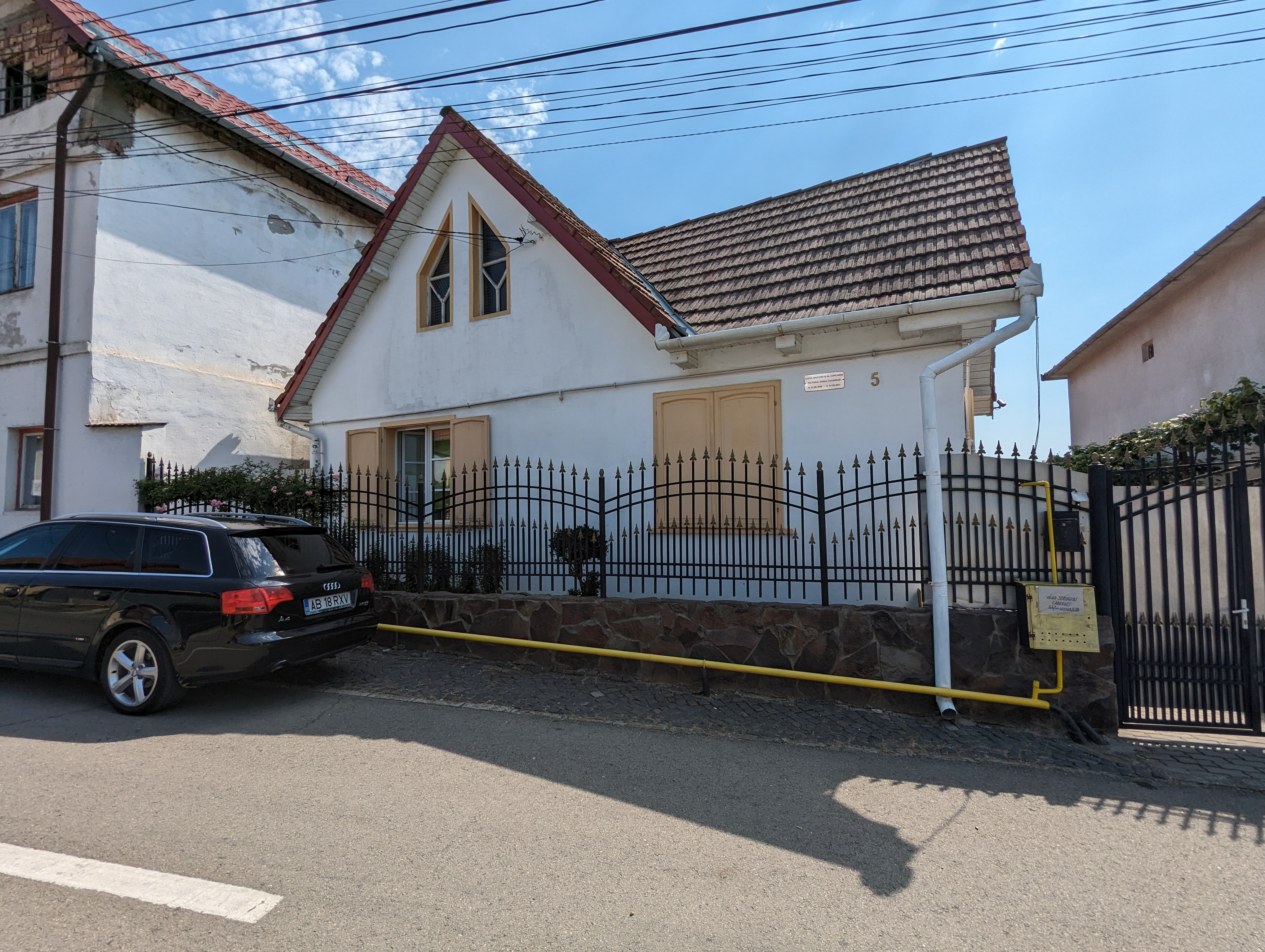
Casa natală a pictorului Horea Cucerzan în orașul Blaj

- 1983, 1988, 1993, 1998 - Accademia di Romania, Roma, Italia;
- 1983 - "Il Palazzo Kursall", Abano Terme, Italia;
- 1983 - "Bottega d'Arte St. Ambroeus", Milano, Italia;
- 1986 - Galeria "Civica Cavour", Padova, Italia;
- 1986 - Galeria Intrenationala de arta romaneasca, Viena, Austria;
- 1987 - Galeria "Arc", Frankfurt, Germania;
- 1988 - Galeria "Comunale", Manfredonia, Italia;
- 1989 - Palazzo del Retorato, Universitatea de Studii Basilicata, Potenza, Italia;
- 1998 - Institutul de Cultură "Nicole Grigorescu", Veneția, Italia;
- 1999 - Palazzo "Bruschi", Tarquinia, Italia;
- 1999 - "Le pagine dell'arte", Roma, Italia;
- 1999 - "Cafe Storico Notegen", Roma, Italia;
- 1999 - "Bar degli Artisti", Civitavecchia, Italia;
- 2001 - "Galleria d'Arte Borromeo", Padova, Italia;
- 2003 - Centrul Cultural, Paris, Franța;
- 2003 - "Cadre & Compagne", Lagny-sur-Marne, Franța;
- 2004 - Centrul Cultural, Viena, Austria;
- 2007 - Louvres, Franța.

## Expoziții de grup
- 1975 - Galeria de Artă a Municipiului București, Anul Internațional al femeii;
- 1983, 1984 - Expoziția de artă românească, UNESCO, București;
- 1991 - Galeria de artă "Atitudini, repere, modalități", Cluj;
- 1991 - Expoziția "22 Decembrie", Pitești;
- 1992 - Arta contemporană, Brugge, Belgia;
- 1992 - Galeria "Galla", București;
- 1993 - Arta contemporană, Volvo, Suedia;
- 1998 - Arta contemporană italo-română, Accademia di Romania, Roma, Italia;
- 2000 - Galeria d'Arte "Capocroce", Montecellio, Italia;
- 2000 - Banca din Milano, Arta contemporană italo-română, Italia;
- 2001 - Accademia di Romania,Roma, Italia;
- 2005 - Muzeul din Belgrad și cel din Novi Sad, Serbia și Muntenegru.

## Burse
- 1999 - a beneficiat de o bursă acordată de prof. univ. Marian Papahagi la Accademia di Romania, Roma, Italia.
- 1997 - inițiatorul și directorul Taberei de creație de la Blaj, una dintre cele mai importante.

## Premii și titluri
- 1983 - Premiul pentru artă, Padova, Italia;
- 1987 - Premiul pentru merite deosebite în artă, Manfredonia, Italia;
- 1991 - Premiul I pentru pictură, Pitești;
- 2008 - Titlul de Cetățean de Onoare al Orașului Blaj;

## Călătorii de studii
S.U.A., Austria, Belgia, Franta, Germania, Italia, Olanda.
- Lucrări în colectii de stat si particulare din: Austria, Belgia, Canada, Elvetia, Franta, Germania, Grecia, Israel, Italia, Japonia, Olanda, Polonia, România, Rusia, S.U.A., Suedia.

## Lucrări de artă monumentală
- 1969 - Statiunea Venus, "Muzica"
- 1989 - Restaurarea picturii murale de la Palatul Lippomano ( opera arhitectonică și istorică ce dateaza din anii 1400 - 1500 ) din Padova
- 1993, 1995 - Realizarea picturii de pe cele doua arcade din Sala "Unirii", Alba Iulia, concretizate în 14 portrete de domnitori și 14 portrete de cărturari.

## Donații
- "Nașterea" - ulei pe pânză, 120/95 cm, Muzeul Vatican din Roma, Italia
- "George Enescu" - portret, tehnică mixtă, Muzeul "Enescu", Palatul Cantacuzino, București, România
- "Lucian Blaga" - portret, ulei pe pânză, 70/50 cm la Muzeul "Blaga" Lancram, Alba
- 10 opere donate Muzeului de Artă din Blaj
- "Gânditor", ulei pe pânză, 50/70 cm, ONU, New York
- 1997 - pune bazele Taberei Internaționale de Artă Plastică "Inocențiu Micu-Klein", cu o secțiune de Artă Sacră la Blaj.

## Opera
“Sub semnul unei echilibrate coincidențe a contrariilor stă pictura solară a lui Horea Cucerzan ,atât în datele sale de structură cât și în actualul moment al evoluției sale reprezentat de aceasta expozitie retrospectivă.
Natura calmă interiorizată și plină de o formă continuă, a unui temperament meditativ , se desfăsoară într-o manieră stilistică ce armonizează afectul cu cerebralitatea, sensibilitatea cu forța, sub tutela unei lucide plăceri a trăitului, a exisțentei, înspre o vizibilă dominantă lirică a gestului de metamorfozare a realului în PURA PICTURĂ.” 

## Lucrări
- http://www.artline.ro/Galerie-virtuala-Cucerzan-Horea-41-1.html
- http://horea-cucerzan.catalogarta.ro/Artist-profesionist.html Arhivat în 28 iunie 2008, la Wayback Machine.
- http://www.artnet.com/artist/584666/horia-cucerzan.html